# لا گرولا (تگزاس)
لا گرولا، تگزاس(به انگلیسی: La Grulla, Texas) شهری در ایالت تگزاس از ایالات جنوبی ایالات متحده آمریکا است. در سرشماری سال ۲۰۰۰، جمعیت این شهر ۱۲۱۱ نفر اعلام شد.